# Cristina Rota
Cristina Rota (La Plata, 1945) é uma atriz, productora e professora de arte dramática argentina.
É a mãe de Nur Al Levi e de Juan Diego e María Botto com o ator Diego Botto.
Foi professora de muitos atores famosos em seu centro: Malena e Ernesto Alterio, Guillermo Toledo, Alberto San Juan, Nathalie Poza, Andrés Lima, Luis Bermejo, Penélope Cruz, Fernando Tejero, Roberto Álamo, …

## Filmografia
- Colores, 2003
- Party Line, 1994
- En penumbra, 1987
- Virtudes Bastián, 1986
- La reina del mate, 1985

### Como productora
- Los abajo firmantes, 2003